# 간 가즈노리
간 가즈노리(일본어: 菅 和範, 1985년 11월 11일 ~ )는 일본의 전 축구 선수이다.

## 구단 경력
그는 2008년부터 2020년까지 J리그의 FC 기후, 도치기 SC에서 활동하였다.